# Kulen Vakuf
Kulen Vakuf je naselje v občini Bihać, Bosna in Hercegovina. 

## Deli naselja
Čojluk, Drobci, Gečet, Havala in Kulen Vakuf.

## Prebivalstvo
| Pregled števila prebivalcev po letih | Pregled števila prebivalcev po letih | Pregled števila prebivalcev po letih | Pregled števila prebivalcev po letih | Pregled števila prebivalcev po letih | Pregled števila prebivalcev po letih |
| ------------------------------------ | ------------------------------------ | ------------------------------------ | ------------------------------------ | ------------------------------------ | ------------------------------------ |
| 1948                                 | 1953                                 | 1961                                 | 1971                                 | 1981                                 | 1991                                 |
| -                                    | -                                    | -                                    | 1.059                                | 1.023                                | 1.063                                |

| Narodna sestava prebivalstva po letih                                                                                            | Narodna sestava prebivalstva po letih                                                                                              | Narodna sestava prebivalstva po letih                                                                                            |
| --- | --- | --- |
| 1971 | 1981 | 1991 |
| . skupaj: 1.059 Muslimani 819 (77,33 %) Srbi 214 (20,20 %) Hrvati 6 (0,56 %) Jugoslovani 7 (0,66 %) drugi in neznano 13 (1,22 %) | . skupaj: 1.023 Muslimani 693 (67,74 %) Srbi 185 (18,08 %) Hrvati 7 (0,68 %) Jugoslovani 135 (13,19 %) drugi in neznano 3 (0,29 %) | . skupaj: 1.063 Muslimani 770 (72,43 %) Srbi 182 (17,12 %) Hrvati 3 (0,28 %) Jugoslovani 99 (9,31 %) drugi in neznano 9 (0,84 %) |